# Dimorphoreicheia
Dimorphoreicheia is een geslacht van kevers uit de familie van de loopkevers (Carabidae). De wetenschappelijke naam van het geslacht is voor het eerst geldig gepubliceerd in 2002 door Magrini; Fancello & Leo.

## Soorten
Het geslacht Dimorphoreicheia omvat de volgende soorten:
- Dimorphoreicheia relicta Magrini, 2004
- Dimorphoreicheia vannii Magrini; Fancello & Leo, 2002